# Pablo J. F. Molina
Pablo Molina fue un futbolista argentino. Se desempeñaba como mediocampista y su primer club fue Rosario Central

## Carrera
Molina jugó para Rosario Central durante más de una década en la era amateur; se desempeñó en los tres puestos de la línea media utilizada por entonces. Al ser de contextura delgada, debía ingeniárselas para imponer su juego y no salir golpeado en una época en que el contacto físico era extremo. 
Para 1911 ya era habitual titular en el once canalla. Acompañado ya desde entonces por Juan Díaz, en 1913 se sumó Alberto Ledesma al terceto de centrocampistas, que fue fundamental en el inicio de un lustro plagado de títulos para el club auriazul.
Durante 1912 se produjo un cisma en la organización del fútbol rosarino, dando lugar a la creación de la Federación Rosarina de Football como institución disidente; la misma disputó solo una temporada, 1913, en la cual Rosario Central se coronó campeón. 

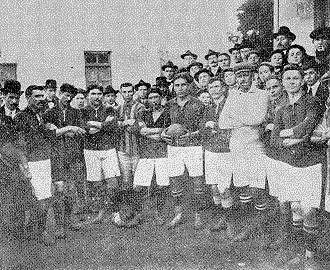
Rosario Central 1914. En la última fila, de izquierda a derecha: Juan Díaz, Pablo Molina, Ignacio Rota, Mario Barbieri, Juan Sánchez, Zenón Díaz, Harry Hayes, Serapio Acosta, José Fuggini, Alfredo Woodward, Pedro Wilson.

Pero el logro más importante para el club en aquel año fue la obtención del primer título a nivel nacional, la Copa de Competencia de la Federación Argentina de Football. Molina fue titular en la final en que Central venció a Argentino de Quilmes por 3-2 en el estadio de Gimnasia de Buenos Aires.
Con el retorno de Rosario Central a la Liga Rosarina de Football continuaron los éxitos para el club de origen ferroviario; obtuvo la Copa Vila en cuatro ocasiones consecutivas (desde 1914 hasta 1917). Además prosiguió la cosecha de lauros a nivel nacional, ganando la Copa Ibarguren 1915 y las copas de Honor y Competencia (ambas en 1916). Para entonces se había agregado a la línea media, aun compuesta por Molina y Díaz, Eduardo Blanco; Botafogo, joven promesa, sumó calidad al mediocampo centralista.
Molina dejó el club al finalizar 1918, totalizando 88 presencias con la casaca auriazul . En 1919 jugó para Gimnasia y Esgrima de Rosario.
Además de vestir la casaca de la Selección Argentina disputó varios encuentros internacionales con la Selección de Rosario. En su último partido con el elenco de la Liga enfrentó al destacado jugador uruguayo Isabelino Gradín, al que logró anular en un encuentro en que los rosarinos se impusieron sobre Uruguay 4-1 en 1919, cotejo válido por la Copa Asociación Argentina.

## Clubes
| Club                          | País      | Año       |
| ----------------------------- | --------- | --------- |
| Rosario Central               | Argentina | 1909-1918 |
| Gimnasia y Esgrima de Rosario | Argentina | 1919      |

## Selección nacional
Vistió la casaca nacional en dos oportunidades. En la primera de ellas disputó en 1912 la Copa Newton, que enfrentaba a la albiceleste con su par uruguayo. El encuentro se disputó un 6 de octubre, con resultado 3-3, quedando el trofeo en manos uruguayas por ser el equipo visitante.
En 1913 disputó un encuentro con la selección de la Federación Argentina de Football. Fue ante su similar de la Federación Uruguaya en Montevideo, con triunfo celeste 5-4. Si bien estos representativos son calificados como disidentes, tanto FIFA como AFA reconocen a este cotejo como oficial.

### Detalle de partidos en la Selección
| Instancia   | Fecha      | Rival   | Resultado |
| ----------- | ---------- | ------- | --------- |
| Copa Newton | 06-10-1912 | Uruguay | 3-3       |
| Amistoso    | 13-07-1913 | Uruguay | 4-5       |

## Palmarés

### Torneos nacionales oficiales
| Equipo          | País      | Título                          | Año  |
| --------------- | --------- | ------------------------------- | ---- |
| Rosario Central | Argentina | Copa de Competencia             | 1913 |
| Rosario Central | Argentina | Copa Ibarguren                  | 1915 |
| Rosario Central | Argentina | Copa de Honor                   | 1916 |
| Rosario Central | Argentina | Copa de Competencia Jockey Club | 1916 |

### Torneos locales oficiales
| Equipo          | País      | Título                          | Año  |
| --------------- | --------- | ------------------------------- | ---- |
| Rosario Central | Argentina | Copa Damas de Caridad           | 1910 |
| Rosario Central | Argentina | Federación Rosarina de Football | 1913 |
| Rosario Central | Argentina | Copa Vila                       | 1914 |
| Rosario Central | Argentina | Copa Damas de Caridad           | 1914 |
| Rosario Central | Argentina | Copa Vila                       | 1915 |
| Rosario Central | Argentina | Copa Damas de Caridad           | 1915 |
| Rosario Central | Argentina | Copa Vila                       | 1916 |
| Rosario Central | Argentina | Copa Damas de Caridad           | 1916 |
| Rosario Central | Argentina | Copa Vila                       | 1917 |